# 阿尔贝特·齐尔纳
阿尔贝特·齐尔纳（德語：Albert Zürner，1890年1月30日—1920年7月18日），德国男子跳水运动员。他曾代表德国参加1908年和1912年夏季奥林匹克运动会跳水比赛，获得一枚金牌和一枚银牌。